# سیارک ۵۴۸۱
سیارک ۵۴۸۱ (به انگلیسی: 5481 Kiuchi، نامگذاری:1990CH) پنج هزار و چهارصد و هشتاد و یکمین سیارک کشف شده‌است که در ۱۵ فوریه ۱۹۹۰ کشف شد.
قدر مطلق سیارک برابر ۱۳٫۰۰ است.